# ميريام هوبكنز
ميريام هوبكنز (بالإنجليزية: Miriam Hopkins)‏ هي كاتبة سيناريو وممثلة أمريكية، ولدت في 18 أكتوبر 1902 بسافانا في الولايات المتحدة، وتوفيت في 9 أكتوبر 1972 بنيويورك في الولايات المتحدة بسبب نوبة قلبية.

## أعمال

### أفلام
- (1931) الملازم المبتسم
- (1931) دكتور جيكل والسيد هايد
- (1949) الوريثة

## ترشيحات
- جائزة الأوسكار لأفضل ممثلة

## وصلات خارجية
- ميريام هوبكنز على موقع IMDb (الإنجليزية)
- ميريام هوبكنز على موقع الموسوعة البريطانية (الإنجليزية)
- ميريام هوبكنز على موقع روتن توميتوز (الإنجليزية)
- ميريام هوبكنز على موقع ألو سيني (الفرنسية)
- ميريام هوبكنز على موقع تيرنر كلاسيك موفيز (الإنجليزية)
- ميريام هوبكنز على موقع أول موفي (الإنجليزية)
- ميريام هوبكنز على موقع قاعدة بيانات برودواي على الإنترنت (الإنجليزية)
- ميريام هوبكنز على موقع قاعدة بيانات الأفلام السويدية (السويدية)
- ميريام هوبكنز على موقع إن إن دي بي (الإنجليزية)
- ميريام هوبكنز على موقع ديسكوغز (الإنجليزية)